# Vail
Vail es un municipio autónomo en el condado de Eagle, centro oeste de Colorado, Estados Unidos, emplazado en las Montañas Rocosas al oeste de Denver. Fue fundado como centro turístico en 1962 y construido al estilo de una villa alpina.
El terreno para esquiar alrededor de la montaña Vail, se extiende por 39 km², haciendo de Vail la estación de esquí más grande de Norteamérica. Actualmente cuenta con una población de 4735 habitantes (2021).

## Clima
Vail está situada a 2496 m s. n. m. en las coordenadas 39°38′25″N 106°22′27″O / 39.64028, -106.37417 y, de acuerdo al criterio de la clasificación climática de Köppen modificado, tiene un clima subártico de tipo Dfc. 
| Parámetros climáticos promedio de Vail en el periodo 1981-2010 | Parámetros climáticos promedio de Vail en el periodo 1981-2010 | Parámetros climáticos promedio de Vail en el periodo 1981-2010 | Parámetros climáticos promedio de Vail en el periodo 1981-2010 | Parámetros climáticos promedio de Vail en el periodo 1981-2010 | Parámetros climáticos promedio de Vail en el periodo 1981-2010 | Parámetros climáticos promedio de Vail en el periodo 1981-2010 | Parámetros climáticos promedio de Vail en el periodo 1981-2010 | Parámetros climáticos promedio de Vail en el periodo 1981-2010 | Parámetros climáticos promedio de Vail en el periodo 1981-2010 | Parámetros climáticos promedio de Vail en el periodo 1981-2010 | Parámetros climáticos promedio de Vail en el periodo 1981-2010 | Parámetros climáticos promedio de Vail en el periodo 1981-2010 | Parámetros climáticos promedio de Vail en el periodo 1981-2010 |
| Mes                                                            | Ene.                                                           | Feb.                                                           | Mar.                                                           | Abr.                                                           | May.                                                           | Jun.                                                           | Jul.                                                           | Ago.                                                           | Sep.                                                           | Oct.                                                           | Nov.                                                           | Dic.                                                           | Anual                                                          |
| -------------------------------------------------------------- | -------------------------------------------------------------- | -------------------------------------------------------------- | -------------------------------------------------------------- | -------------------------------------------------------------- | -------------------------------------------------------------- | -------------------------------------------------------------- | -------------------------------------------------------------- | -------------------------------------------------------------- | -------------------------------------------------------------- | -------------------------------------------------------------- | -------------------------------------------------------------- | -------------------------------------------------------------- | -------------------------------------------------------------- |
| Temp. máx. media (°C)                                          | -2.2                                                           | 0.3                                                            | 4.7                                                            | 9.2                                                            | 15.5                                                           | 21.3                                                           | 24.7                                                           | 23.1                                                           | 18.8                                                           | 12.1                                                           | 2.7                                                            | -2.7                                                           | 10.7                                                           |
| Temp. media (°C)                                               | -8.7                                                           | -6.4                                                           | -2.0                                                           | 2.2                                                            | 7.5                                                            | 11.7                                                           | 15.0                                                           | 14.0                                                           | 9.8                                                            | 4.1                                                            | -3.4                                                           | -8.3                                                           | 3.0                                                            |
| Temp. mín. media (°C)                                          | -15.1                                                          | -13.1                                                          | -8.8                                                           | -4.8                                                           | -0.5                                                           | 2.1                                                            | 5.4                                                            | 4.9                                                            | 0.9                                                            | -3.8                                                           | -9.5                                                           | -14.0                                                          | -4.6                                                           |
| Precipitación total (mm)                                       | 43.2                                                           | 52.1                                                           | 55.6                                                           | 60.5                                                           | 49.8                                                           | 37.8                                                           | 48.0                                                           | 49.5                                                           | 53.8                                                           | 45.5                                                           | 48.8                                                           | 41.4                                                           | 586.0                                                          |
| Fuente: NCDC 1981-2010 Normals - Vail                          |                                                                |                                                                |                                                                |                                                                |                                                                |                                                                |                                                                |                                                                |                                                                |                                                                |                                                                |                                                                |                                                                |